# Ilmmünster
Ilmmünster est une commune de Bavière (Allemagne), située dans l'arrondissement de Pfaffenhofen an der Ilm, dans le district de Haute-Bavière.
Il s'y trouvait l'abbaye d'Ilmmünster, fondée en 762 et fermée en 1803.